# Heliangelus amethysticollis
El colibrí gorgiamatista, ángel-del-sol de garganta amatista (en Perú), ángel gorgiamatista o solángel gorgiamatista (en Ecuador) (Heliangelus amethysticollis) es una especie de ave apodiforme de la familia Trochilidae, perteneciente al género Heliangelus. Es nativo de regiones andinas del oeste de América del Sur.

## Distribución y hábitat
Se distribuye a lo largo de la pendiente oriental de la cordillera de los Andes desde Ecuador hacia el sur por Perú, hasta el noroeste de Bolivia.
Esta especie es considerada común en sus Hábitats naturales: los bosques nubosos y enanos húmedos con abundancia de musgo y epífitas en zonas subtropicales y templadas. También en los bordes del bosque, en crecimientos secundarios con matorrales, y otros terrenos arbustivos a lo largo de cursos de agua hasta laderas con pastizales húmedos. Principalmente ocurre en bosques más o menos cerrados y es mayormente una especie de bosques nubosos. Parece preferir quebradas húmedas tupidas y usualmente permanece dentro del bosque o en los bordes. Encontrado principalmente entre 1800 y 3200 m de altitud, pero registrado en Perú hasta los 3700 m y frecuentemente observado por arriba de los 2400 m.

## Sistemática

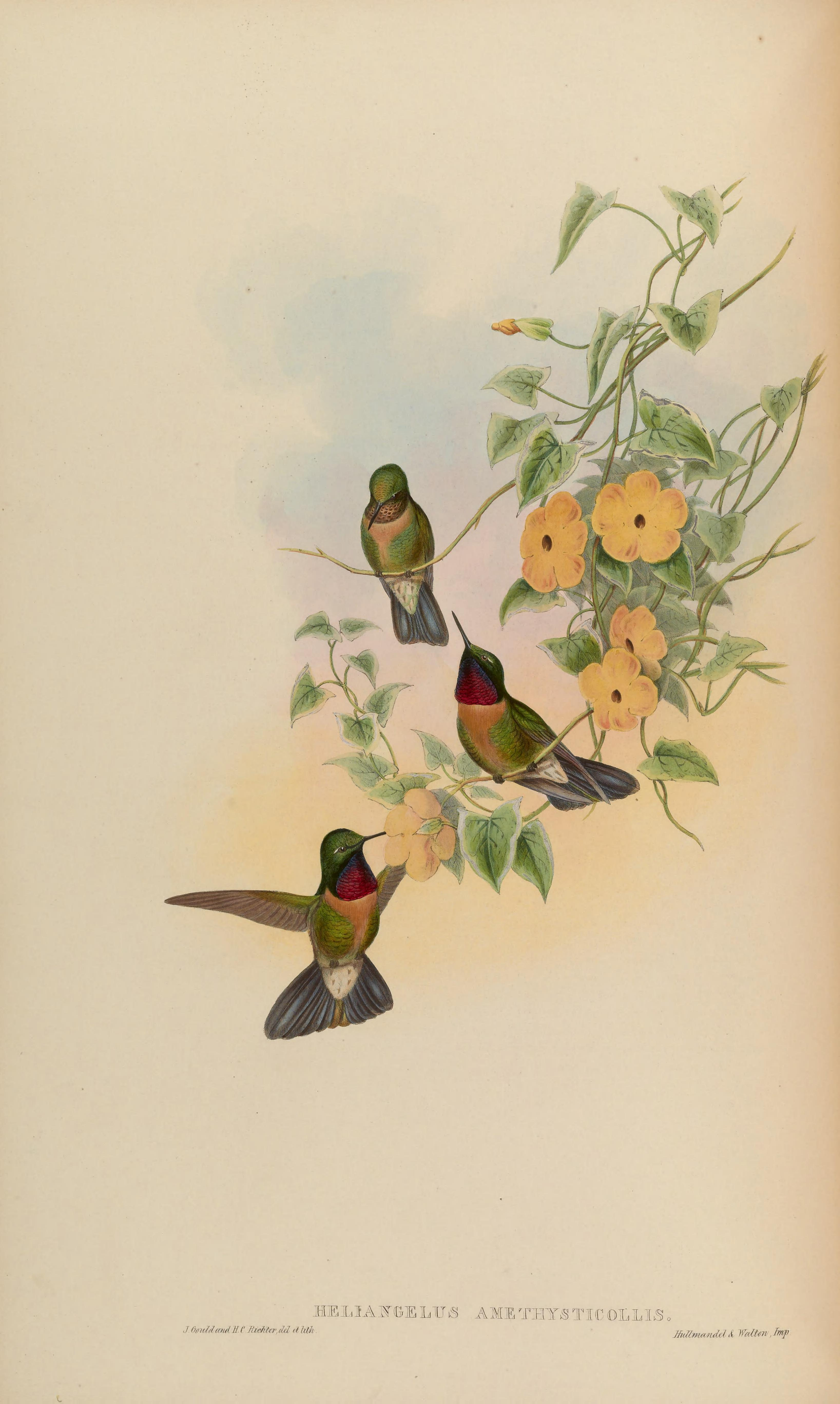
Heliangelus amethysticollis ilustración de Gould y Richter en A monograph of the Trochilidae, or family of humming-birds 4, 1861.

### Descripción original
La especie H. amethysticollis fue descrita por primera vez por los ornitólogos franceses Alcide d'Orbigny y Frédéric de Lafresnaye en 1838 bajo el nombre científico Ornismya amethysticollis; su localidad tipo es: «Yuracares, Bolivia».

### Etimología
El nombre genérico masculino «Heliangelus» se compone de las palabras del griego «hēlios» que significa ‘sol’, y «angelos» que significa ‘ángel’; y el nombre de la especie «amethysticollis», compone de las palabras del latín «amethystus» que significa ‘amatista’, y «collis» que significa ‘de cuello’.

### Taxonomía
Las especies Heliangelus clarisse y H. spencei fueron alternativamente tratadas como especies plenas o como subespecies de la presente, H. spencei  también fue tratada como subespecie de H. clarisse. Actualmente la mayoría de las clasificaciones las consideran como especies separadas, con base en las diferencias morfológicas y también vocales; con excepción del Comité de Clasificación de Sudamérica (SACC) que aguarda una proposición al respecto.
La forma descrita Heliangelus squamigularis Gould, 1871, es un híbrido de la presente especie con Eriocnemis cupreoventris. Se han registrado híbridos de la presente especie con Heliodoxa leadbeateri.

### Subespecies
Según las clasificaciones del Congreso Ornitológico Internacional (IOC) y Clements Checklist/eBird  se reconocen cuatro subespecies, con su correspondiente distribución geográfica:
- Heliangelus amethysticollis laticlavius Salvin, 1891 – Andes del sur de Ecuador y norte de Perú (hasta el norte de Cajamarca).
- Heliangelus amethysticollis decolor J.T. Zimmer, 1951 – Andes del Perú central (al sur del río Marañón hasta Junín).
- Heliangelus amethysticollis apurimacensis Weller, 2009 – Andes del centro sur de Perú (valle del Apurímac y alto valle del Urubamba, en Ayacucho y Cuzco)
- Heliangelus amethysticollis amethysticollis (d’Orbigny & Lafresnaye, 1838) – Andes del sur de Perú y noroeste de Bolivia (hasta Cochabamba).